# Siphamia arnazae
Siphamia arnazae — вид окунеподібних риб родини апогонових (Apogonidae). Описаний у 2019 році.

## Поширення
Вид поширений на заході Тихого океану неподалік узбережжя папуанської провінції Мілн-Бей.

## Опис
Дрібна рибка, сягає всього 1,5-2,1 см завдовжки. Забарвлення блідо-рожеве з щільним покриттям помаранчевих плям різного розміру на голові та на передніх двох третинах тіла.

## Спосіб життя
Живе серед коралових рифів на глибині 8-20 м. Ховається групками з 10-30 рибок серед гілок коралів Seriotopora hystrix' та Acropora.